# 比龙 (大西洋比利牛斯省)
比龙（法語：Biron，法語發音：[biʁɔ̃]）是法国大西洋比利牛斯省的一个市镇，位于该省北部偏西，属于波城区。

## 地理
比龙（43°27'44"N, 0°44'7"W）面积4 平方千米，位于法国新阿基坦大区大西洋比利牛斯省，该省份为法国东南部省份，涵盖了贝阿恩与北巴斯克，西临大西洋比斯開灣，北至朗德省，东北接热尔省，东临上比利牛斯省，南与西班牙接壤。
与比龙接壤的市镇（或旧市镇、城区）包括：卡斯泰蒂斯、卡斯泰特内、拉-蒙德朗、奥尔泰兹、萨尔普朗克斯。
比龙的时区为UTC+01:00、UTC+02:00（夏令时）。

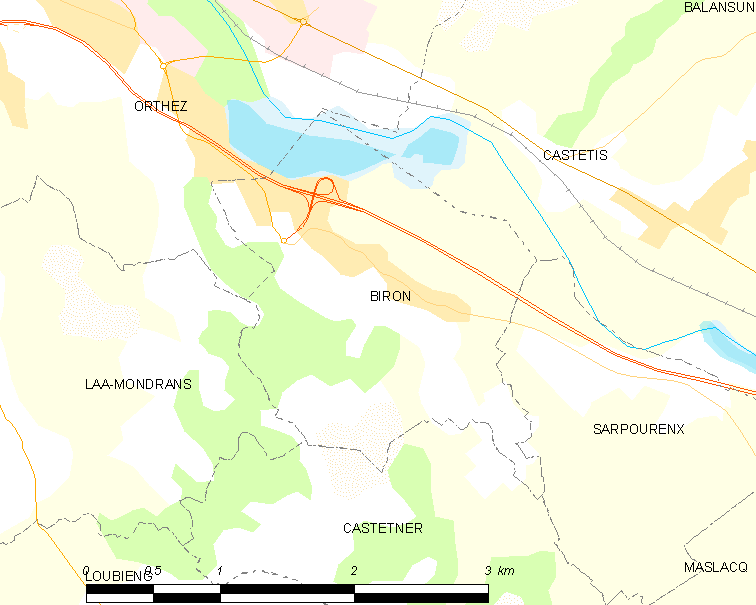
比龙的OSM定位图

## 行政
比龙的邮政编码为64300，INSEE市镇编码为64131。

## 政治
比龙所属的省级选区为贝阿恩中心县。

## 交通
法国国家A64号高速公路经过境内并设有出入口，大西洋比利牛斯省省道D9线和D71线在境内交汇。

## 人口

1962-2008年间比龙人口变化图示

比龙于2022年1月1日时的人口数量为607人。